# 吳允禎
吳允禎（1469年—？），字天祐，廣東廣州府南海縣人，民籍，明朝政治人物。

## 生平
廣東鄉試第二十七名舉人。弘治十五年（1502年）中式壬戌科三甲第一百一十六名進士。歷工部署郎中、戶部郎中，出知永州府，愷悌寬仁，蒞官清儉，興學造士，不科擾于民。民有弗率者，委曲訓諭，不事刑罰，有長者風。歷廣西參議。

## 家族
曾祖吳甲遜；祖父吳信；父吳璉，知縣。母何氏。弟允禮、吴允禄（嘉靖二年进士）、允裕（弘治乙卯舉人）、允祉。